# وویامپولسکی
وویامپولسکی (به روسی: Воямпольский) آتشفشانی واقع در شبه‌جزیره کامچاتکا در خاور دور روسیه است.

## مشخصات
ویامپولسکی خود از دو آتشفشان سپری بازالتی تا بازالتی-آندزیتی ویامپولسکی به ارتفاع ۱۲۲۵ متر و کاختانا به ارتفاع ۱۲۱۷ متر تشکیل شده‌است که این دو، آتشفشان‌های قسمت شمال غربی رشته‌کوه شمالی-جنوبی سردینی واقع در غرب کامچاتکا را تشکیل می‌دهند و در نزدیکی سرچشمهٔ رود کاختانا قرار دارند. تاریخ آخرین فوران این آتشفشان‌ها مشخص نیست اما احتمال دارد در دورهٔ هولوسن بوده باشد.